# Tomáš Podivínský (poslanec Moravského zemského sněmu)
Tomáš Podivínský (21. prosince 1824 Smržice – 19. dubna 1898 Smržice) byl rakouský politik české národnosti z Moravy; poslanec Moravského zemského sněmu a starosta Smržic.

## Biografie
Studoval na gymnáziu v Olomouci. Roku 1844 převzal po otci správu rodinného hospodářství. Od roku 1850 byl členem obecního výboru ve Smržicích. Zastával funkci starosty Smržic. Působil jako mluvčí venkovských obcí na Prostějovsku v rámci Hospodářského spolku prostějovsko-tovačovského. Spoluzakládal sladovnu v Prostějově (do roku 1881 náměstek předsedy správní rady), cukrovar ve Vrbátkách (dlouholetý předseda správní rady) a roku 1869 rolnickou záložnu ve Smržicích. Zasloužil se o regulaci Romže, výstavbu kostela a školy. Od roku 1864 zasedal v okresním silničním výboru a po čtrnáct let byl jeho předsedou.
V 70. letech se zapojil i do vysoké politiky. V zemských volbách roku 1878 byl zvolen na Moravský zemský sněm, kde zastupoval kurii venkovských obcí, obvod Prostějov, Plumlov. Mandát zde obhájil i v zemských volbách roku 1884. V roce 1878 je označován za federalistického kandidáta (Moravská národní strana, staročeská).
Zemřel v dubnu 1898.
S manželkou Josefou, roz. Meixnerovou, měl syna Jana Podivínského, který po něm zasedal coby zemský poslanec.